# Мигел Анхел Лопез
Мигел Анхел Лопез Морено (шп. Miguel Ángel López Moreno; Песка, 4. фебруар 1994) колумбијски је професионални бициклиста који је суспендован због допинга до јула 2027. Двапут је освојио класификацију за најбољег младог возача на Ђиро д’Италији, гдје је завршио једном на трећем мјесту у генералном пласману, док је једном завршио Вуелта а Еспању на трећем мјесту, гдје је такође освојио класификацију за најбољег младог возача и класификацију за најагресивнијег возача. По једном је освојио Тур де Свис, Милано—Торино, Мон Венту денивеле челенџ, Вуелта а Андалузију, Вуелта а Сан Хуан и првенство Колумбије у вожњи на хронометар. На Тур де Франсу је остварио једну етапну побједу, а на Вуелта а Еспањи три.

## Каријера
Јуниорску каријеру је почео 2014. док је професионалну каријеру почео 2015. у Астани, када је Вуелта а Бургос трку завршио на четвртом мјесту, уз освојену класификацију за најбољег младог возача. Године 2016. освојио је Тур де Свис и Милано—Торино, након чега је возио прву гранд тур трку — Вуелта а Еспању, али је није завршио. Године 2017. завршио је Тур оф Аустрију на другом мјесту, уз једну етапну побједу, док је у финишу сезоне завршио Вуелта а Еспању на осмом мјесту. Године 2018. завршио је Тур оф Оман на другом мјесту, уз једну етапну побједу и освојену класификацију по поенима, након чега је по први пут возио Ђиро д’Италију и завршио је на трећем мјесту, иза Криса Фрума и Тома Димулена, уз освојену класификацију за најбољег младог возача. У финишу сезоне, завршио је Вуелта а Бургос на другом мјесту, уз освојену класификацију за најбољег младог возача, након чега је возио Вуелта а Еспању и завршио је на трећем мјесту, иза Сајмона Јејтса и Енрика Маса, што му је био други подијум на гранд тур тркама, уз освојену класификацију за најбољег младог возача.
Године 2019. освојио је Тур оф Колумбија трку, након чега је освојио Вуелта а Каталуњу, уз једну етапну побједу и класификацију за најбољег младог возача. Ђуро д’Итакију је завршио на седмом мјесту, уз освојену класификацију за најбољег младог возача. На Вуелта а Еспањи, био је лидер на три етапе, док је завршио на петом мјесту, уз освојену класификацију за најагресивнијег возача. Био је и лидер класификације за најбољег младог возача на првих 12 етапа, али је завршио иза Тадеја Погачара. Године 2020. завршио је Волта ао Алгарве трку на трећем мјесту, уз једну етапну побједу, док је Критеријум ди Дофине завршио на петом мјесту. Возио је Ђиро д’Италију, али је морао да је напусти због пада, након чега је Тур де Франс завршио на петом мјесту. Године 2021. након шест година у Астани, прешао је у Мовистар. Освојио је Вуелта а Андалузију уз једну етапну побједу и Мон Венту денивеле челенџ, док је Критеријум ди Дофине завршио на шестом мјесту. Тур де Франс је напустио прије почетка етапе 19, како би се спремио за Олимпијске игре, али није изабран у састав тима за игре. На Вуелта а Еспањи, био је лидер тима, заједно са Масом. Остварио је једну етапну побједу, а током претпоследње, етапе 20, након што је отпао од Маса и Приможа Роглича, одлучио је да напусти трку, док је био на трећем мјесту у генералном пласману. Мовистар је због тога одлучио да раскине уговор са њим.
Године 2022. Вратио се у Астану. Завршио је Вуелта а Андалузију на трећем мјесту, након чега је био лидер тима на Ђиро д’Италији, заједно са Винченцом Нибалијем, али је морао да је напусти због повреде. Крајем јула, шпанска полиција га је зауставила на аеродрому у Мадриду и испитивала га у вези са кријумчарењем љекова за допинг. Тим Астана је у јутарњим часовима објавила објаву на друштвеној мрежи Твитер да је Лопез суспендован док се не појасни ситуација у вези са шпанским доктором који је био под истрагом, а са којим је имао контакт. Првобитне објаве у медијима да је и Лопез под истрагом је оповргла шпанска полиција, након чега се вратио такмичењу. Био је лидер тима на Вуелта а Еспањи у финишу сезоне, коју је завршио на четвртом мјесту. Дана 12. децембра, његов уговор са Астаном је раскинут.
Године 2023. потписао је уговор са колумбијским тимом Мебелин—ЕПМ, а прве сезоне у тиму освојио је Вуелта а Сан Хуан трку, првенство Колумбије у вожњи на хронометар и Вуелта ал Толима трку у Колумбији, гдје је остварио двије етапне побједе и освојио је брдску и класификацију по поенима. У јуну је освојио Вуелта а Колумбију, брдску и класификацију по поенима и остварио је девет етапних побједа на десет етапа. На Играма Централне Америке и Кариба, освојио је златну медаљу у вожњи на хронометар, 16 секунди испред Валтера Варгаса, након чега је освојио сребрну медаљу у друмској вожњи, завршивши двије секунде иза Орлуиса Аулара. У јулу 2023. је привремено суспендован због допинга до доношења коначне одлуке, а у мају 2024. је суспендован на четири године.

## Допинг
Шпанска полиција и шпанска антидопинг агенција су током 2022. покренули истрагу против шпанског доктора Маркоса Мајнара, због организовања допинга, након чега је -UCI}- покренуо истрагу против Лопеза због повезаности са Мајнаром. Дана 25. јула објављено је да је привремено суспендован због потенцијалног кршења антидопинг правила и коришћења недозвољених супстанци неколико недеља прије почетка Ђиро д’Италије 2022.  Дана 29. маја 2024. проглашен је кривим за допинг коришћењем менотропина и суспендован је на четири године, од 25. јула 2023. до 25. јула 2027.

## Резултати на тркама

### Резултати на гранд тур тркама
| Гранд тур трке  | 2016. | 2017. | 2018. | 2019. | 2020. | 2021. | 2022. |
| --------------- | ----- | ----- | ----- | ----- | ----- | ----- | ----- |
| Ђиро д’Италија  | —     | —     | 3     | 7     |       | —     |       |
| Тур де Франс    | —     | —     | —     | —     | 6     |       | —     |
| Вуелта а Еспања |       | 8     | 3     | 5     | —     |       | 4     |

| — | Није учествовао |
|   | Није завршио    |